# Albert Lleó i Morera
Albert Lleó i Morera (Barcelona 1874 - 22 de desembre de 1929) fou un metge hematòleg i bacteriòleg, fill d'una família de la burgesia barcelonesa de començaments de segle xx, conegut principalment per la casa Lleó Morera, la seva residència al passeig de Gràcia 34 de Barcelona.

## Biografia
Va estudiar medicina i va dedicar la seva tesi doctoral a descriure una "Técnica de la obtención del suero fisiológico", publicada el 1902. i Professionalment va ser el cap del laboratori bacteriològic de l'Hospital dels Nens Pobres de Barcelona, l'any 1914, i director del laboratori de l'Hospital de la Santa Creu i Sant Pau.
Va estar casat amb Olinta de Puiguriguer Palmarola i va tenir dos fills: Francisca i Alberto.
Va ser vocal de la Cambra de la Propietat Urbana de Barcelona sota la presidència de Joan Pich i Pon, el 1928.

## Casa Lleó Morera
Tot i la seva professió, va registrar diverses patents de motors. La seva afició per la tecnologia va ser reflectida a la casa familiar on apareixen als balcons quatre figures femenines que mostren quatre invents de l'època: el fonògraf, la bombeta, el telèfon i la càmera fotogràfica. Aquest edifici, conegut com a Casa Lleó i Morera, va ser encarregat el 1902 per Francisca Morera i Ortiz, a l'arquitecte modernista Lluís Domènech i Montaner. La reforma de l'edifici existent va ser feta en clau modernista i ha esdevingut un dels edificis més emblemàtics d'aquest moviment a Barcelona. Conjuntament amb la Casa Amatller de Josep Puig i Cadafalch, i la Casa Batlló d'Antoni Gaudí, forma part de l'anomenada Mansana de la Discòrdia.